# Kalendarium wczesnych przypadków HIV i AIDS
Przypadki AIDS są klasyfikowane jako wczesne, jeżeli śmierć nastąpiła przed 18 czerwca 1981 roku, kiedy epidemia AIDS została formalnie uznana przez lekarzy w Stanach Zjednoczonych.

## Początki wirusa
Dzięki próbkom ludzkiej krwi z roku 1959 i 1960 z Kinszasy, stolicy i największego miasta Demokratycznej Republiki Konga, szacuje się, że wirus HIV pojawił się na początku XX wieku, najprawdopodobniej w 1908 roku w Afryce. W owym czasie wirus mógł być przeniesiony z innego gatunku. Równolegle do odkrycia HIV, badacze ssaków naczelnych odkryli wirus upośledzenia odporności szympansów – Simian immunodeficiency virus (SIV), który był szeroko rozpowszechniony wśród wielu gatunków szympansów.
W 2006 roku naukowcy stwierdzili, że wirus HIV pochodzi od gatunków szympansów, które żyły w Kamerunie na obszarze między rzeką Boumba na zachodzie, a rzeką Sangha na wschodzie, a jedna z hipotez mówi, że myśliwy Bantu zaraził się przez kontakt z mięsem zarażonego szympansa. Na początku XX wieku obszar ten przeżywał zmiany, gdy Cesarstwo Niemieckie przejęło ziemię w 1884 roku, nazywając tę kolonię Kamerun. Hipoteza sugeruje, że zainfekowany myśliwy odwiedzał lub przeniósł się do bardziej zaludnionego obszaru i przeniósł zakażenie na innych poprzez kontakt seksualny.
Używając tej samej technologii śledzenia wirusa naukowcy wnioskują istnienie szympansa – pacjenta zero, w ciągu około miliona lat temu. Ten szympans musiałby żywić się zakażonymi wirusem SIV małpami z dwóch różnych gatunków, mangabą obrożną (zwyczajną) oraz koczkodanem białonosym. Zwykle wirusy te nigdy by ze sobą nie oddziaływały, jednak w organizmie szympansa zero zaistniała niezwykle rzadko spotykana sytuacja, gdzie wirusy połączyły się i rozwijały, co doprowadziło do powstania wirusa, który następnie został przeniesiony na ludzi. Naukowcy odkryli kilkanaście szczepów HIV pochodzących od szympansów, małp i goryli, ale tylko jeden jest odpowiedzialny za powodowanie infekcji, która dotknęła znaczną część prawie 36 milionowej grupy, która zmarła na AIDS do 2014 roku. Waga badań nad pacjentem zero jest nie do przecenienia, pozwala na rozpoznanie jak rozwija się wirus i w jakim kierunku zmierza epidemia.

## Początek XX wieku
Szczep wirusa HIV-1 najściślej związany z podgrupą M (odpowiedzialny za globalną epidemię) mógł po raz pierwszy pojawić się na początku lat 20. w Kinszasie. Do szybkiego rozprzestrzeniania się wirusa miał przyczynić się gwałtowny rozwój miasta, prostytucja, korzystanie z niewysterylizowanych igieł czy rozbudowana przez Belgów kolej (w latach 20. XX wieku Kinszasa nazywała się Leopoldville, a Demokratyczna Republika Konga była Kongiem Belgijskim), która przewoziła miliony pasażerów. Wirus HIV mutuje w dosyć równym tempie, w 2014 roku zespół naukowców z uniwersytetów w Oxfordzie i Leuven dzięki porównaniu różnic w DNA poszczególnych próbek ustalił szacowane miejsce pochodzenia epidemii.
Wcześniej z różnic genetycznych próbek ZR59 i DRC60 oszacowano, że wirus HIV-1 M przeniósł się na ludzi w 1908 roku (± 10 lat).

## 1945
Sadayo Fujisawa – 60-letnia masażystka i chiropraktyczka pochodzenia japońsko-kanadyjskiego. Urodzona w 1885 roku w Japonii, zmarła w 1945 roku na zapalenie płuc wywołane grzybem Pneumocystis jiroveci (pneumocystoza), któremu towarzyszyły infekcja cytomegalowirusem (CMV), biegunka i kacheksja. U Sadayo pierwsze objawy choroby pojawiły się w czerwcu 1945 roku i były to duszność, biegunka, utrata masy ciała i bezsenność. W ciągu następnych sześciu tygodni rozwinęło się u niej zapalenie płuc oporne na penicylinę. Zmarła pod koniec lipca. Podczas sekcji zwłok rozpoznano u niej, poza zapaleniem płuc, także zapalenie opłucnej, zakrzepicę żyły udowej i gruczolak tarczycy. W ostatnim miesiącu życia występowały u niej pleśniawki jamy ustnej. W badaniach w oparciu o reakcję łańcuchową polimerazy wykluczono by był to przypadek AIDS. Możliwe, że chora nie zmarła na AIDS, ale mogła mieć nowotwór, który nie został rozpoznany przez dostępne metody diagnostyczne z lat czterdziestych, który doprowadził do immunosupresji i zakażenia CMV oraz pneumocystozą.

## 1952
Richard Edwin Graves, Jr. – 28-letni weteran II wojny światowej, który stacjonował na Wyspach Salomona, zmarł 26 lipca 1952 w Memphis w stanie Tennessee na pneumocystozę, której towarzyszyły CMV i inne zakażenia oportunistyczne sugerujące AIDS. Możliwe, że chory zmarł w wyniku zarażenia wirusem HTLV-1 lub w wyniku chłoniaka nieziarnicznego.

## 1959
Aż do 2008 roku najwcześniejsze znane próbki wirusa HIV-1 pochodziły z Kinszasy. Próbka o nazwie ZR59 została wyizolowana z tkanek pobranych od mężczyzny Bantu w 1959 roku i po poddaniu badaniom genetycznym uważa się, że jest związana z podtypem D szczepu HIV-1. W 2008 roku sekwencje materiału genetycznego wirusa HIV zidentyfikowano w węźle chłonnym pobranym od kobiety w Kinszasie w 1960 roku, próbka o nazwie DRC60 była w 88% podobna do ZR59, ale stwierdzono, że wirus jest najbardziej zbliżony do podtypu A szczepu HIV-1. Próbki te są istotne nie tylko dlatego, że są to najstarsze okazy wirusa powodującego AIDS, ale również sugerują, że wirus obecny był już w Kinszasie od kilku dekad przed pobraniem tych próbek.
David Carr – pracownik drukarni z Manchesteru (czasami mylnie określany jako marynarz) zmarł 31 sierpnia 1959 na zapalenie płuc w przebiegu niedoborów odporności. Wobec nieustalenia przyczyny zgonu zachowano 50 preparatów do późniejszej oceny. W roku 1990 badanie w kierunku HIV w ocenianych preparatach dało dodatni wynik, jednak w 1992 roku drugie badanie wykazało, że szczep HIV obecny w tkankach był podobny do tych z lat 80. i 90., a nie do wczesnych szczepów. Odkrycie to podało w wątpliwość, czy śmierć chorego była spowodowana przez AIDS.
Ardouin Antonio – 49-latek pochodzący z Haiti, został zidentyfikowany jako możliwy najwcześniejszy przypadek AIDS. Antonio wyemigrował do Stanów Zjednoczonych w 1927 roku. Objawy jego choroby były podobne do Davida Carra. Zmarł na zapalenie płuc dziesięć lat przed pierwszym potwierdzonym przypadkiem AIDS w USA. W oparciu o reakcję łańcuchową polimerazy stwierdzono, że nie był to przypadek AIDS.

## 1969
Robert Rayford – 16-latek z Missouri często identyfikowany jako Robert R. ze względu na jego wiek, uznawany za najwcześniejszy potwierdzony przypadek osoby zarażonej HIV w Ameryce Północnej, zmarł w 1969 r.

## 1973
W okresie od sierpnia 1972 do lipca 1973 roku naukowcy pobrali krew od 75 dzieci w Ugandzie do badań nad chłoniakiem Burkitta. Po poddaniu ich ponownym badaniom w 1985 roku okazało się, że 50 z 75 próbek krwi zawierało przeciwciała wirusa HIV, zwanego wówczas HTLV-3, a 12 z 75 – przeciwciała wirusa HTLV-1.

## 1976
Arvid Noe – Arne Vidar Røed, znany w literaturze medycznej jako Arvid Darre Noe, był norweskim marynarzem i kierowcą ciężarówki, który najprawdopodobniej zaraził się wirusem HIV w Kamerunie na początku lat 60. i zmarł 24 kwietnia 1976 r. Około dziesięć lat po jego śmierci, poddano badaniom próbki krwi Røeda, jego córki i żony, które dały wynik dodatni na HIV.

## 1977
Grethe Rask – duńska lekarka i chirurg, która wyjechała do Zairu w 1972 roku. Była narażona na niebezpieczeństwo zarażenia wirusem HIV ze względu na bezpośredni kontakt z krwią pacjentów. Do Danii wróciła w 1977 roku, jednak lekarze nie byli w stanie wyjaśnić rozwoju i postępu jej choroby. Zmarła 12 grudnia 1977 r. Próbki jej krwi poddane testom w 1987 roku dały wynik pozytywny na HIV. Rask jest uznawana za jedną z pierwszych osób spoza Afryki, które zmarły z przyczyn związanych z AIDS.

## 1978
Portugalczyk znany jedynie jako senhor José (ang. Mr. Joseph) zmarł w niewyjaśnionych okolicznościach w 1978 roku. Leczony był przez prof. Anthony’ego Brycesowa w Hospital for Tropical Diseases, szpitalu w Londynie, jednak leczenie nie przyniosło efektów. Późniejsze badania tkanek wykazały, że zmarł na AIDS, a obecność wirusa HIV-2 oraz badania genetyczne wirusa wskazują, że zaraził się w 1966 roku w Gwinei Bissau (zachodnie wybrzeże Afryki).
Śmierć w wyniku AIDS potwierdzono również w przypadku 3 homoseksualnych mężczyzn z Kalifornii oraz 6 imigrantów z Haiti.

## 1979
Herbert Heinrich – niemiecki skrzypek, biseksualista, zmarł w 1979 r. Badania próbek jego krwi i tkanek wykonane w 1989 r. dały wynik dodatni na HIV.